# Клеменция на монетах Древнего Рима

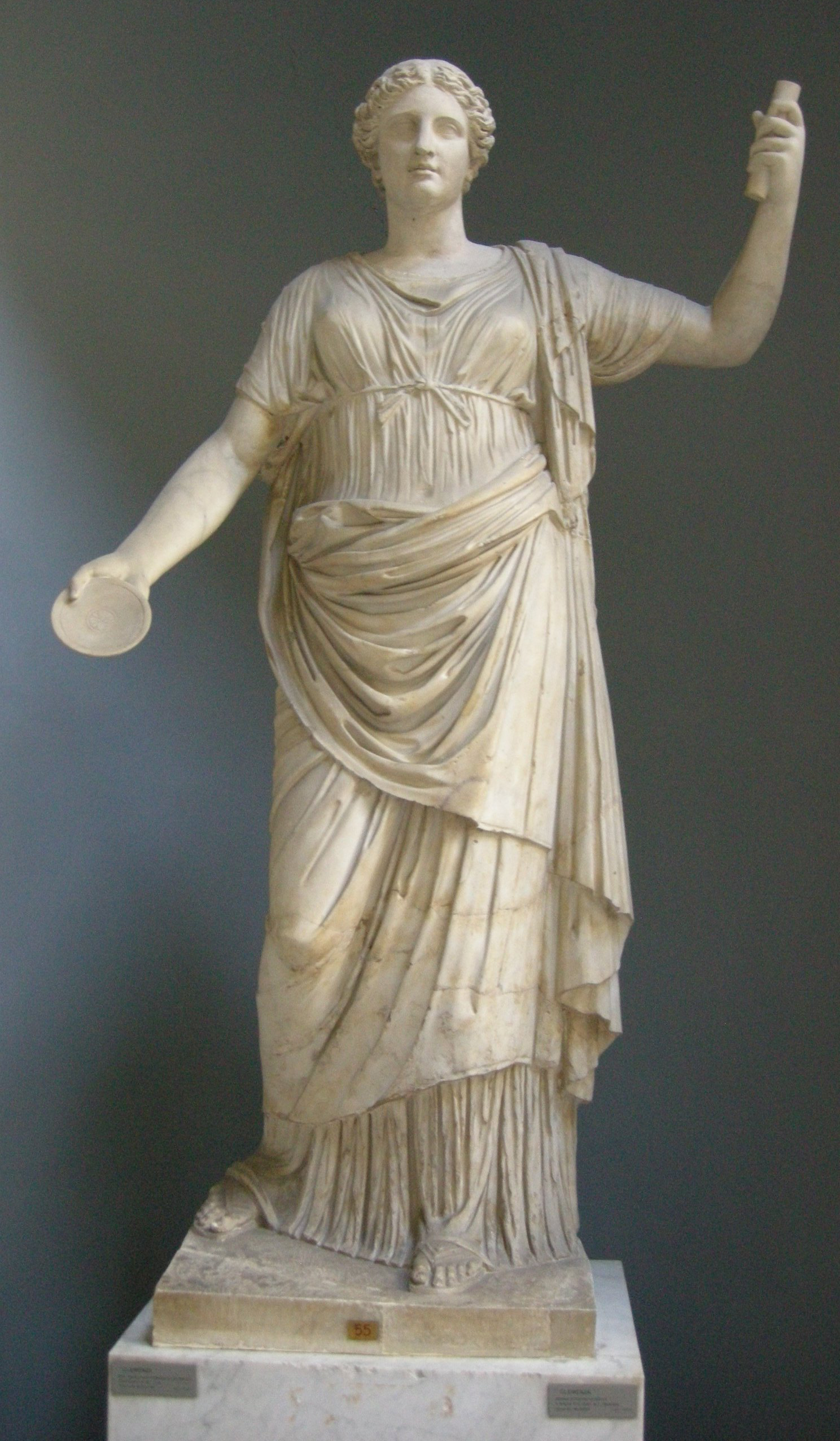
Античная статуя богини милосердия Клеменции из музея Кьярамонти

Клеменция (лат. Clementia) — древнеримская богиня милосердия, снисходительности и прощения. В её функции входила в частности защита обычного человека от абсолютной власти императора.
Первые свидетельства в античной литературе о возникновении культа Милосердия приходятся на период войн Юлия Цезаря. Согласно Плутарху, по окончании гражданской войны с помпеянцами, сенат поставновил построить и посвятить Цезарю храм Милосердия в знак благодарности за его человеколюбие. Согласно Диону Кассию первым жрецом в нём стал Марк Антоний.

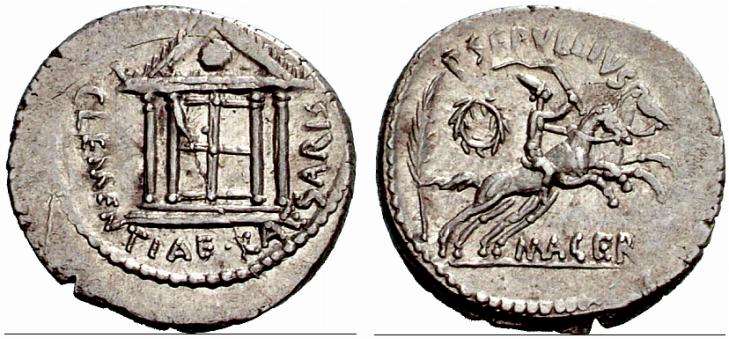
Денарий монетария Сепулия Макра с изображением храма Клеменции

До сегодняшнего дня храм не сохранился. О его изображении возможно судить по денарию монетария Сепулия Макра 44 г. до н. э. с легендой «CLEMENTIAE CAESARIS».
Кроме указанной выше монеты, в честь побед Цезаря в Галлии, отчеканили памятный денарий. Согласно современным представлениям на его аверсе изображена либо Венера, либо Клеменция.

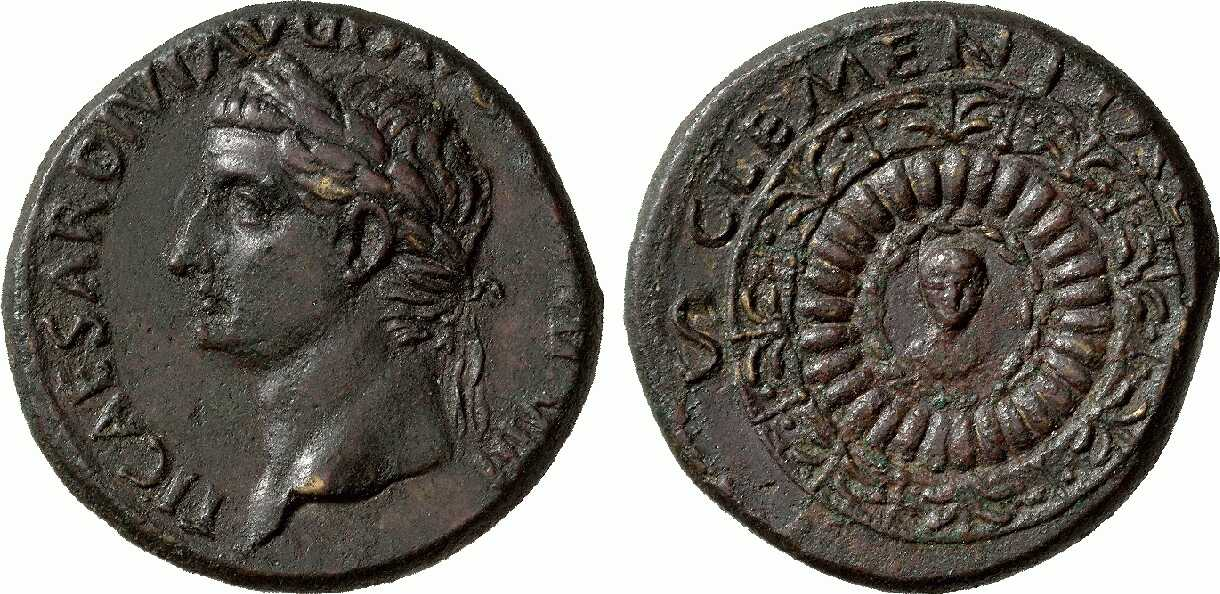
Дупондий Тиберия с легендой «CLEMENTIAE»

Во время первых годов правления Тиберия, сенат дабы прославить милосердие императора инициировал выпуск латунных дупондиев с изображением принцепса на щите и легенды «CLEMENTIAE S C».

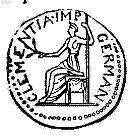
Схематическое изображение денария Вителлия с Изображением Клеменции

Клеменцию на монеты стал активно помещать в 69 г. император Вителлий. На них она изображена в виде сидящей женщины с ветвью и скипетром. Выпуск имел ситуативный характер и являлся частью официальной пропаганды, так как подчёркивал милосердие к семье побеждённого Вителлием Отона и вероятно должен был указывать на такое же отношение к другим сдавшимся врагам.
При династии Антонинов этот тип воспроизвели, дав в руки Клеменции различные атрибуты, такие как патеру, колосья. В данный период богиня выступает в качестве одной из ряда императорских добродетелей.